# Горянинов, Павел Фёдорович
Павел Федорович Горянинов  (1796[…], Могилёв — 1865[…], Санкт-Петербург) — русский естествоиспытатель, преимущественно ботаник; доктор медицины, действительный статский советник.

## Биография
Происходил из купеческой семьи. Первоначальное образование получил в иезуитском коллегиуме, затем занимался в аптеке, а в 1820 году успешно окончил Медико-хирургическую академию и преподавал там же начиная с 1825 года. Доктор медицины (1824), профессор (1832).
П. Ф. Горянинов — один из русских учёных-эволюционистов. По мировоззрению был натурфилософом.
Предложенная Горяниновым система растений представляет часть его общей системы природы, движущейся вперёд от простого к сложному, от низшего к высшему. Впервые указал на соотношение между папоротникообразными, голосеменными и покрытосеменными. Автор первого в России труда по технической микологии: «Грибы, плесени и пылевики в медико-полицейском и других отношениях» (1848).
В период лысенковщины и политики «Россия - родина слонов», неоправданно числился отцом клеточной теории..

## Награды
- Орден Святой Анны 3-й степени (1831)
- Орден Святого Владимира 4-й степени (1837)
- Орден Святого Станислава 2-й степени с императорской короной (1843)
- Орден Святой Анны 2-й степени (1848; императорская корона к этому ордену пожалована в 1861)
- Орден Святого Владимира 3-й степени (1863)